# Max Fewtrell

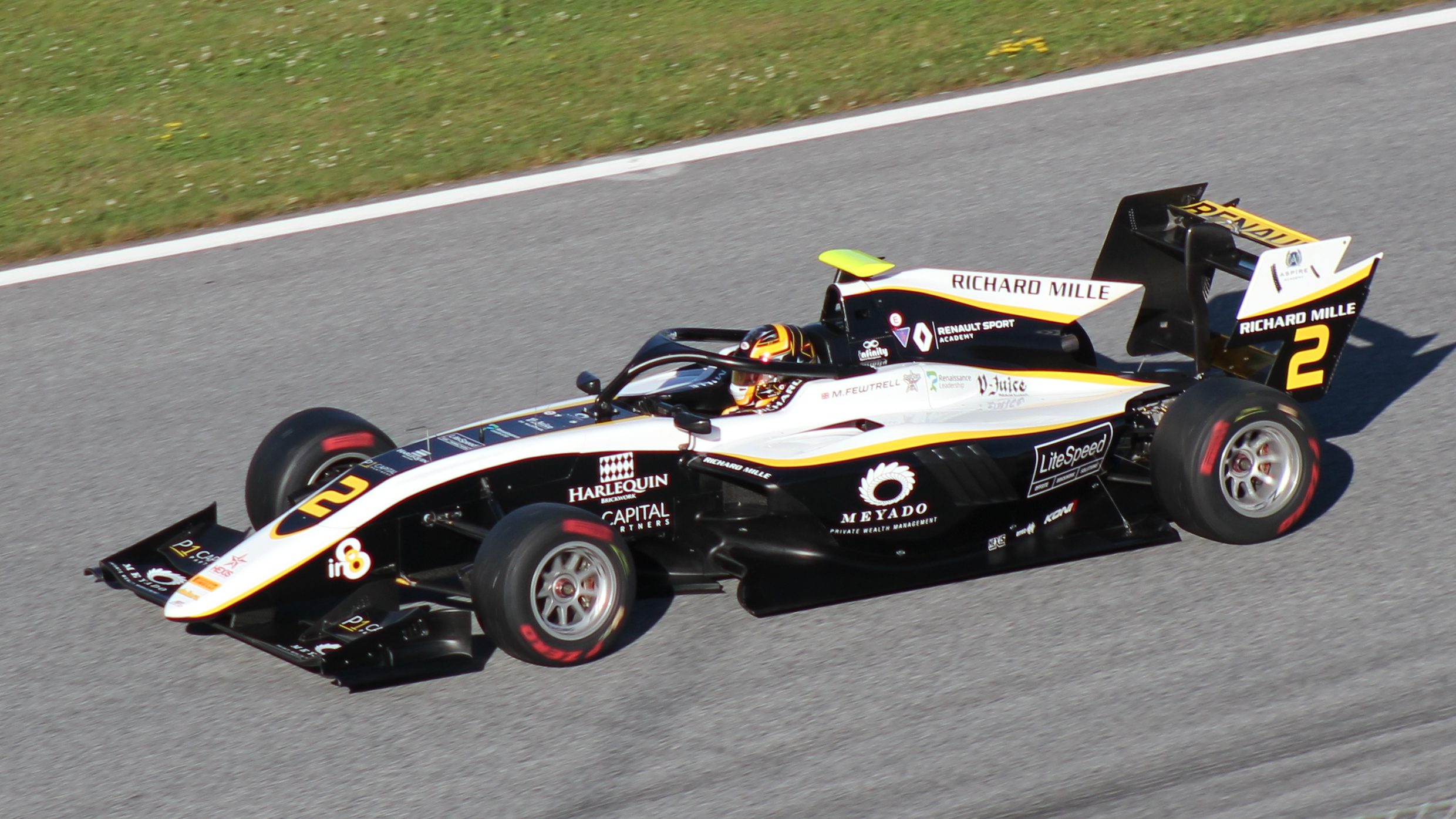
Max Fewtrell 2019 beim Formel-3-Rennen auf dem Red Bull Ring

Maximilian „Max“ Fewtrell (* 29. Juli 1999 in Birmingham) ist ein britischer Autorennfahrer und ehemaliges Mitglied der Renault Sport Academy.

## Karriere
Fewtrell wurde in Birmingham geboren. Er hat einen jüngeren Bruder. 2009 begann er im Alter von zehn Jahren mit dem Kartsport. In den Jahren 2013 und 2014 gewann er wichtige Kart-Titel.
Im Jahr 2015 fuhr Fewtrell erste Monopostorennen und nahm an der MRF Challenge teil, wo er den zehnten Platz belegte. Im folgenden Jahr wechselte er in die Britische Formel-4-Meisterschaft, die er nach drei Saisonsiegen gewann. Im Dezember 2016 wurde Fewtrell Werksfahrer von Tech 1 Racing für die Saison 2017 des Formel Renault Eurocups. 2018 gewann er auch diese Meisterschaft und wurde unter anderem Nachfolger von Gianmaria Bruni, Felipe Massa, Kamui Kobayashi, Brendon Hartley, Valtteri Bottas, Stoffel Vandoorne, Pierre Gasly, Nyck de Vries und Lando Norris.
2019 wechselte er in die FIA-Formel-3-Meisterschaft, in der er an die vorangehenden Erfolge nicht anschließen konnte. Dort fuhr er in der Saison 2019 für den ART Grand Prix und im folgenden Jahr an der Seite von Liam Lawson und Dennis Hauger für den Rennstall Hitech Grand Prix.